# Irmãs Ursulinas de Maria Imaculada
As Irmãs Ursulinas de Maria Imaculada são um instituto religioso feminino de direito pontifício: os membros desta congregação, chamados Ursulinas de Piacenza, pospõem ao seu nome a sigla O.M.I.

## História
O colégio das Ursulinas foi fundado em Piacenza por iniciativa da duquesa Margherita de' Medici, viúva de Odoardo I Farnese, que pretendia criar na cidade um instituto para a educação de meninas nobres, imitando o colégio das senhoras Ursulinas de Parma.
A escola foi inaugurada em 17 de fevereiro de 1649 com autorização do bispo de Piacenza Alessandro Scappi: os jesuítas, a quem foi confiada a direção espiritual do instituto, deram a tarefa de organizar a comunidade de professores religiosos a nobre viúva Brigida Morello (1610–1679), considerada a fundadora da congregação.
Em 1920, por iniciativa de Maria Lucrezia Zileri dal Verme, o instituto foi unido ao das Ursulinas do Sagrado Coração de Parma, mas as duas congregações tornaram-se novamente autônomas em 1923.
As constituições das Ursulinas de Piacenza foram aprovadas ad experimentum pela Santa Sé em 24 de junho de 1928: em 16 de junho de 1936 a congregação obteve o reconhecimento como instituição de direito pontifício e viu as suas constituições aprovadas definitivamente.
Morello foi beatificada pelo Papa João Paulo II em 1998.

## Atividades e difusão
As Ursulinas dedicam-se principalmente a atividades educativas (instrução, catequese, gestão de jardins de infância e residências universitárias), animação paroquial e trabalhos médico-sanitários.
Além da Itália, estão presentes na Índia, Brasil, Tanzânia, Quênia e Líbia: a sede geral fica em Roma.
Em 31 de dezembro de 2005, o instituto contava com 801 religiosas em 96 casas.